# A Hustling Advertiser
A Hustling Advertiser è un cortometraggio muto del 1909 diretto da Gilbert M. 'Broncho Billy' Anderson.

## Produzione
Il film fu prodotto dalla Essanay Film Manufacturing Company. Venne girato a Chicago, dove la casa di produzione aveva la sua sede principale.

## Distribuzione
Distribuito dalla Essanay Film Manufacturing Company, il film - un cortometraggio della lunghezza di 165 metri - uscì nelle sale cinematografiche USA il 16 giugno 1909. Nelle proiezioni, veniva programmato con il sistema dello split reel, accorpato in un'unica bobina con un altro cortometraggio prodotto dall'Essanay, la commedia The Little Peacemaker.